# ムハンマド・ブン・アル＝ムスタクフィー
アブル＝ハサン・ムハンマド・ブン・アル＝ムスタクフィー（アラビア語: أبو الحسن محمد بن المستكفي, ラテン文字転写: Abu'l-Ḥasan Muḥammad b. al-Mustakfī）は、アッバース朝の王族でカリフのムスタクフィー（在位：944年 - 946年）の息子である。946年初頭に父親がブワイフ朝によって廃位される前に後継者としてバグダードでムハンマドの名を刻んだ硬貨が鋳造された 。
ムハンマドは父親の廃位に伴いエジプトのイフシード朝の宮廷に逃れ、そこからブワイフ朝やブワイフ朝によってカリフに据えられたムティー（在位：946年 - 974年）に対する秘密裏の宣伝工作活動を開始した。この活動においてムハンマドは正体を隠し、イスラームの救世主として待望される存在であるマフディーを名乗った。ムハンマドの宣伝はバグダードを含むイラクのスンナ派とシーア派の双方から好意的に受け止められたとみられている。この運動はバグダードを征服したブワイフ朝のムイッズ・アッ＝ダウラが967年に死去した後により強化された。この運動への最も重要な賛同者はブワイフ朝のトルコ人軍司令官のスブクテギーン・アル＝アジャミーであり、スブクテギーンはバグダードにムハンマドを招き入れて保護し、ムハンマドの名の下でクーデターを起こす準備を進めた。しかしムハンマドの正体は暴かれ、ムティーに身柄を引き渡された。ムティーは鼻を切り落とすように命じて後継者の資格を失わせたことを除き、ムハンマドを厳しく罰することはなかった。最終的にムハンマドは逃亡に成功したものの、カリフの地位を獲得する望みは叶わなかった。